# Osman Arpacıoğlu
Osman Arpacıoğlu (5. ledna 1947, Ankara – 5. prosince 2021) byl turecký fotbalový útočník a reprezentant.

## Klubová kariéra
V Turecku hrál za Hacettepe SK, Mersin İdmanyurdu, Fenerbahçe SK a Balıkesirspor.
V sezóně 1972/73 se stal v dresu Fenerbahçe s 16 vstřelenými brankami nejlepším střelcem turecké nejvyšší fotbalové ligy. Je členem klubu 100'LER KULÜBÜ sdružujícího fotbalisty se 100 a více nastřílenými brankami v turecké nejvyšší lize.

## Reprezentační kariéra
V A-týmu Turecka debutoval 9. 10. 1968 v přátelském utkání v Istanbulu proti týmu Bulharska (prohra 0:2).
Celkem odehrál v letech 1968–1974 v tureckém národním týmu 13 zápasů a vstřelil 3 góly.